# Olivier Roumat
Olivier Roumat (Mont-de-Marsan, 16 de junio de 1966) es un exjugador francés de rugby que se desempeñaba como segunda línea u octavo.

## Selección nacional
Debutó en Les Bleus por primera vez en julio de 1989, fue capitán en ocho partidos de 1993 a 1994 y jugó con ellos hasta junio de 1996. En total jugó 61 partidos y marcó cinco tries (23 puntos).

### Participaciones en Copas del Mundo
Disputó dos Copas del Mundo: Inglaterra 1991 jugando todos los partidos que disputó Francia y Sudafrica 1995 donde Les Bleus obtuvieron la tercera posición.
| Mundial                       | Sede       | Resultado        | PJ | Tries |
| ----------------------------- | ---------- | ---------------- | -- | ----- |
| Copa Mundial de Rugby de 1991 | Inglaterra | Cuartos de final | 4  | 1     |
| Copa Mundial de Rugby de 1995 | Sudáfrica  | Tercer puesto    | 5  | 1     |

## Palmarés
- Campeón del Torneo de las Cinco Naciones de 1993.
- Campeón del Top 14 de 1997-98 y 2001-02.
- Campeón de la Currie Cup de 1995.
- Campeón de la Copa de Francia de 2000.